# Laurhibar
Cet article concerne la rivière le Laurhibar. Pour le hameau du même nom, voir Mendive.
Le Laurhibar est une rivière des Pyrénées-Atlantiques située plus précisément dans la province basque de Basse-Navarre. C'est un affluent en rive droite de la Nive et donc un sous-affluent de l'Adour par la Nive. 

## Géographie
La longueur de son cours d'eau est de 28,1 km.
Il prend naissance à Aussurucq, à l'altitude 892 mètres, près du col de Burdin Olatze et se jette dans la Nive, à la limite entre les communes de Saint-Jean-Pied-de-Port et Ispoure, à l'altitude 152 mètres.
Dans sa partie haute, il s'appelle l'Ilhunatzeko erreka.

## Département, communes et cantons traversés
Dans le seul département des Pyrénées-Atlantiques, le Laurhibar traverse 9 communes et 3 cantons :
- dans le sens amont vers aval - Aussurucq (source), Alcay-Alcabehety-Sunharette, Mendive, Lecumberry, Ahaxe-Alciette-Bascassan, Aincille, Saint-Jean-le-Vieux, Saint-Jean-Pied-de-Port et Ispoure.

Soit en termes de cantons, le Laurhibar prend source dans le canton de Mauléon-Licharre, traverse le canton de Tardets-Sorholus et conflue dans le canton de Saint-Jean-Pied-de-Port.

## Affluents
Le Laurhibar a 12 ruisseaux (ou erreka) affluents contributeurs référencés (ceux dont la longueur est mentionnée) :
- (CP) Ilhunatzeko erreka, du col de Burdin Olatze
- (D) l'Arbaretcharbaretchéko erreka, 1,5 km
- (G) l'Eskalerako erreka, 3,4 km, du bois d'Inharxuri
- (D) le Lekunbeko erreka ou Lékiméko erreka, 1,8 km
- (G) le Harraskako erreka, 2,3 km
- (G) Gahalarbeko erreka ou Sorhotako erreka, 3,1 km
- (D)  l'Oihartzeko erreka, 1,9 km
- (D) l'Urrutiko erreka, 1,8 km
- (G) Saindu Xiloko erreka, 2,4 km, du bois de Saint-Sauveur
- (G) le Curutchetako erreka, 1 km
- (G) l'Etcheberriko erreka, 1,9 km
- (D) Ezteneko erreka ou Behorlegiko Ur Handia, 9,5 km, du col de Landerre (1 072 m)
- (G) Errekaldeko erreka du Gatarre
- (G) Urrutiko erreka de Bascassan
- (D) Harzubiko erreka, 13,3 km, d'Ainhice-Mongelos